# فضال
الفِضال (بالفرنسية: Déshabillé)‏ أو الفَضْلَة (بالفرنسية: Négligée)‏ هو لانجري للنساء شفاف على شكل فستان، يلبس في غرف النوم. وهو يصنع من النايلون أو الحرير أو الشيفون.
يكون الفضال عادة شفافاً وفضفاضاً وله أطوال مختلفة، وتطرز حافته عادة بالتخريم والتزويقات الفتانة.